# Cees de Lange

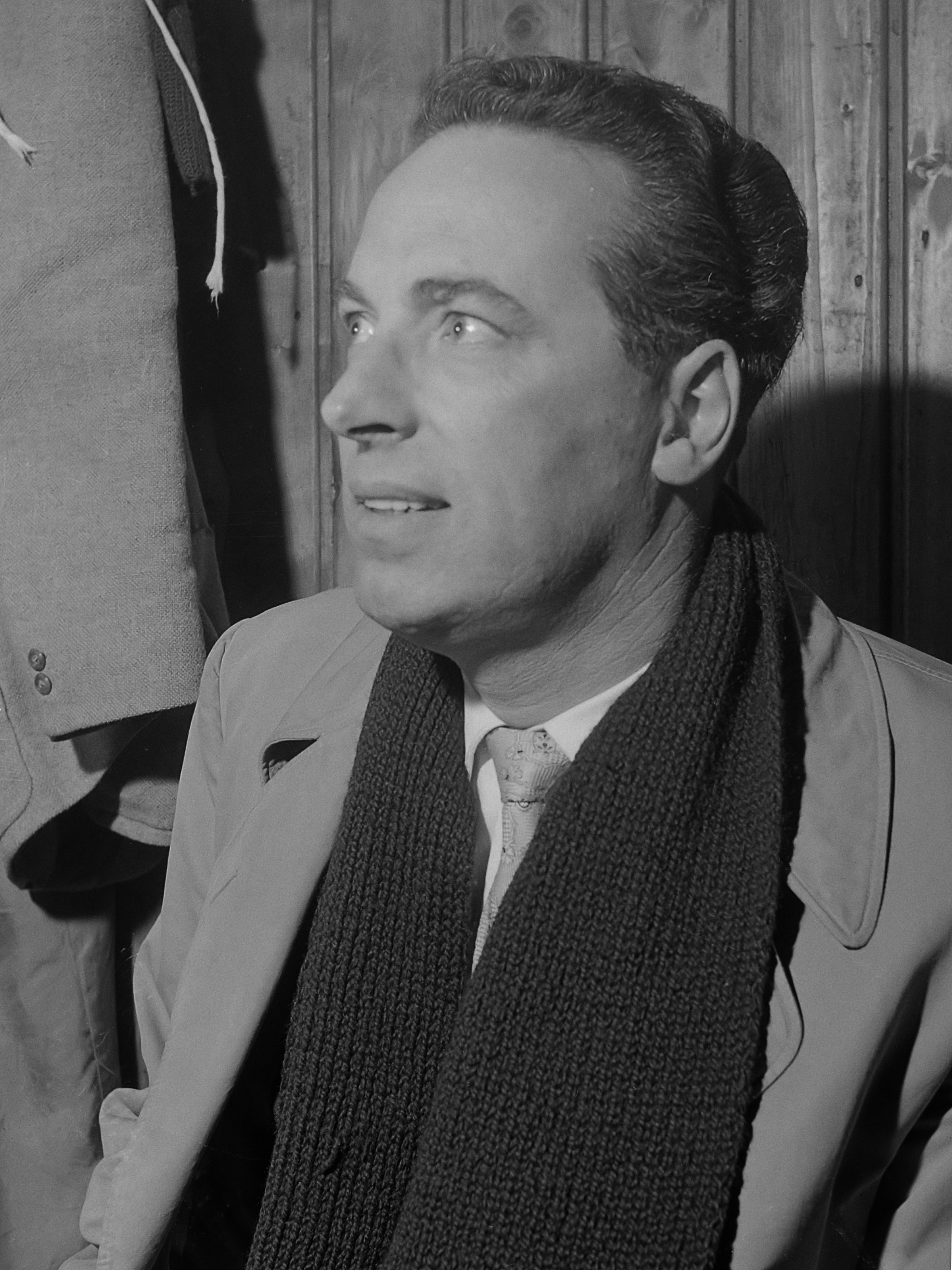
Cees de Lange (1957)

Cornelis Albert Petrus Michielsen (beter bekend onder zijn artiestennaam Cees de Lange) (Den Haag, 26 augustus 1913 - Amsterdam, 10 februari 1974) was een Nederlands cabaretier, conferencier en presentator.
Hij was in zijn jeugd een verdienstelijk voetballer; hij speelde in het eerste elftal van Quick. Michielsen was aanvankelijk werkzaam als gymnastiekleraar en trad daarnaast regelmatig op in het amateurcabaret. Omdat hij bijna twee meter lang was, bedacht hij het pseudoniem Cees de Lange. In 1947 trad hij voor het eerst op voor de radio, in De bonte dinsdagavondtrein van de AVRO. Daarna werd hij door producent Karel Prior gevraagd als conferencier in het VARA-programma Showboat. Michielsen werd er een bekende Nederlander door. Later werkte hij ook mee aan het programma Plein 8 uur 13 en in Weer of geen weer van Bert Garthoff verzorgde hij de ochtendgymnastiek. Met minder succes was hij ook enige tijd op de televisie actief, maar dat medium beviel hem minder goed.
Begin jaren 60 was Michielsen een van de vaste panelleden in het populaire KRO-programma Kopstukken. Ook vormde hij korte tijd met zijn vrouw Lucy Steijn een cabaretgezelschap. In 1972 werd hij door de TROS gevraagd het radioprogramma Revue 3.33 te presenteren. Na korte tijd werd hij echter ernstig ziek. Hij overleed na een lang ziekbed op zestigjarige leeftijd.
Zijn dochter Lucie (1957) is een bekend actrice.